# 高木禮子
高木禮子（日语：／ Takagi Reiko，1973年11月26日—）是日本女性聲優。Sigma Seven所屬。大阪府出身、血型A型。曾經從屬於ARTSVISION事務所。

## 人物
- 身高只有145cm，多次遇到嘴構不著麥克風的情況。
- 在ARTSVISION時期，是其所在事務所的矮人4人組單元之一，其他成員為笹本優子、倉田雅世和半場友惠。
- 在『金色琴弦』中演出的角色是一位拉小提琴的少女日野香穗子，不過本人少女時代卻是學習鋼琴的。[1]

## 出演作品
※黑體字是主要角色

### 電視動畫
1998年
- 他和她的故事（男孩子A）
- 失落的宇宙（凯恩·布鲁里弗〈幼少〉）

1999年
- 蠟筆小新（輝伸）
- SHADOW SKILL -影技-（露娜莉丝·安布拉）

2000年
- 純情房東俏房客（卡歐拉·蘇）

2001年
- 辣妹當家（工藤春江）
- 電腦冒險記（結城海斗、親王智之）
- 棋魂（和谷義高、乐平）

2002年
- 幸運大頭狗（サンペー）
- 哆啦A夢(大山羨代版)（小孩子、妹妹）

2003年
- R.O.D -THE TV-（岡原徹）
- 犬夜叉（水木）
- 恋爱小魔女（里歐）
- 新超激力戰鬥車（真羽誠、安妮、高山義子、梅尔达）
- Divergence Eve（露珊德拉·弗雷尔）
- 初音岛（朝倉純一〈幼少〉）
- 变形金刚：微型传说（少女）
- 美鳥日記（绫濑贵子）
- 闇與帽子與書的旅人（小肯）

2004年
- 變異體少女（智雄）
- B传说！战斗弹珠人（大輪大和）
- 火鳥（〈幼年時代〉）
- 棉花糖通信（克劳德）
- （露珊德拉·弗雷尔、三浦五十鈴）

2005年
- 初音岛第二季（朝倉純一（幼少））
- 哆啦A梦（春夫〈第1代〉、男孩子、徹也、安雄〈第5代〉）
- 西游记（玄奘三蔵法師）
- B传说！战斗弹珠人 炎魂（大輪大和）
- 魔法咪路咪路 Charming（熊猫）

2006年
- 小熊貝貝（米洛）
- 金色琴弦～primo passo～（日野香穗子）
- 不平衡抽签（莉莎·汉维）
- 死神的歌謠（第1~5話/斎木）
- BLACK BLOOD BROTHERS（龍）※香港聖戰時是宮田幸季
- 徹之進（徹之進/贵族骑士）

2007年
- 英国恋物语艾玛 第二幕（托马斯、埃里希·莫爾德斯）
- 鬼太郎（第5作）（卓也）
- 现视研2（薮崎）
- 守護甜心!（邊里唯世）
- 桃華月憚（小肯）
- 旋风管家（ビーダ執事）
- BLEACH（猿柿日世里）
- 南家三姊妹（槙）
- 蟲之歌（五郎丸柊子）

2008年
- 鬼太郎（第5作）（光一）
- 守護甜心！！心跳（邊里唯世）
- 泰坦尼亚（少年从者）
- 乃木坂春香的秘密（朝倉信長）
- Battle Spirits 少年突破马神（勝、岳、女广播员、妃）
- BLEACH（霞大路瑠璃千代）
- 噗噜噜！小水滴 啊哈☆（ぷりりん）
- 南家三姊妹 再來一碗（槙）

2009年
- 机巧魔神（千代原春奈）
- 机巧魔神2（千代原春奈）
- 地下城与勇士 ～Slap-up Party～（少年魔法师）
- 怪谈餐馆（境道夫）
- 金色琴弦～secondo passo～（日野香穗子）
- 守护甜心！！！派对（边里唯世）
- 星空情缘（江户川正志、大八木香）
- 洋蔥和尚朝太郎（このみ）
- 乃木坂春香的秘密 Purezza♪（朝仓信长）
- Battle Spirits 少年突破马神（女學生）
- Phantom ～Requiem for the Phantom～（杜克·斯通）
- 南家三姐妹 欢迎回家（槙）

2010年
- 变身！公主偶像（塞伊）

2013年
- 南家三姊妹 我回来了（槙）
- 召喚惡魔Z（阿薩謝爾的媽媽）

2014年
- 金色琴弦 Blue♪Sky（小日向奏）
- JoJo的奇妙冒險 星尘遠征軍（荷莉·喬斯達）

2016年
- 逆轉裁判（大澤木夏美）
- 名侦探柯南（笛川唯子 #836-837）

2017年
- 青之驅魔師 京都不淨王篇（勝呂〈幼少〉）

2020年
- 蠟筆小新（草加的仙貝、母親）
- 別對映像研出手！（美術部 岡本）

2023年
- BLEACH 千年血戰篇-訣別譚-（猿柿日世里）

### OVA
- GALL FORCE THE REVOLUTION（クルー、电脑音声等）
- 绀碧舰队 特别篇 苍莱开发物语（女性職員）
- 夫妻成長日記（舞阪理子）
- 撲殺天使朵库萝（草壁櫻、南）
- 南家三姐妹 甜品别腹（槙）
- 未来超獣FOBIA（星野之弟）
- 纯情房东俏房客 Again（卡歐拉·蘇）
- 悲惨世界（爱潘妮）

2005年
- 妹妹戀人（幼年賴）

### 劇場版动画
- GUNDRESS（日语：ガンドレス）（茜尔薇娅·卡其哈娜）
- （多古山次郎）
- ※福祉电影

### Web动画
- 煌羅萬象（雷恩·盖纳·布拉贝利）

### 遊戲
年份不明
- EVETFA（安藤美佳、安藤美紀）
- BRAVESAGA2（相葉菜菜子）
- 天使的碎片 the lost article of memory（七使纱奈）

1999年
- 美少女纏組（柊由宇）

2000年
- 钢铁的咆哮 Naval Ops Commander（娜姬）
- 纯情房东俏房客～爱在言叶之中～（卡欧拉·苏）
- 纯情房东俏房客2～言叶在粉雪之中～（卡欧拉·苏）
- （卡欧拉·苏）

2002年
- 劍魂II（卡珊德拉·亚历山大）
- 钢铁的咆哮2 Naval Ops Commander（通信士）
- 棋魂 平安幻想异闻录（和谷助秀）
- 棋魂2（和谷義高）
- 棋魂 院生顶上决战（和谷義高）

2003年
- 棋魂3（和谷義高）
- （卡欧拉·苏）

2005年
- 朵庫蘿～健康診断大作戰～（草壁櫻）
- 劍魂III（卡珊德拉·亚历山大）

2006年
- 機動戰士GUNDAM Spirits of Zeon ～修羅双星～（娜奥·洁茜卡·帕克軍曹）
- 洛克人洛克人（剪刀人）

2007年
- 機動戰士GUNDAM Spirits of Zeon ～战士的记忆～（娜奥·洁茜卡·帕克軍曹）
- 传说的翠君！！夏色Striker（相乐光辉）

2008年
- 剑魂IV（卡珊德拉·亚历山大）
- 传说的翠君！！2 两个翠！？（相乐光辉）
- 守护甜心！三只彩蛋与恋爱王牌（边里唯世）
- 守护甜心！亚梦的虹色形象改造（边里唯世）
- 乃木坂春香的秘密 开始了，角色扮演♥（朝倉信長）

2009年
- 守护甜心！甜心旋律（边里唯世）
- 电击学园RPG：女神的十字架（草壁樱）

2010年
- 乃木坂春香的秘密 同人志开始了♥（朝倉信長）

2019年
- 剑魂VI（卡珊德拉·亚历山大）

2022年
- 拳皇全明星（卡珊德拉·亚历山大）

### 廣播劇
- 廣播劇「乃木坂春香的秘密」（朝倉信長）（電撃大賞：2007年10月27日～全4回）

### CM
- Megami MAGAZINE MegaTen!

### Drama CD
- 愛玩王子系列（月森比奈） 
  - 愛玩王子～虹色的碎片～ ※初回限定特装版附属CD
  - 愛玩王子
- 玩伴貓耳娘3（凯伊卡）
- （相乐光辉）
- 吉祥寺咖啡屋（惠子）
- 金色琴弦系列（日野香穂子） 
  - 金色琴弦～primo passo～ Character Collection系列
  - 金色琴弦2～晴空音调～
  - 金色琴弦2～热风翼～
  - 金色琴弦～secondo passo～ SWEET&JOY＜#＞、＜♭＞
- 初音岛Drama剧场 chapter.1 樱（朝倉純一（幼少））
- 害羞忍者少年（三島左介）
- 乃木坂春香的秘密（朝倉信長）
- 方舟白书（福田猫）
- 妹妹恋人（森杏沙）
- 南家三姐妹系列（槙） 
  - 南家三姐妹
  - 南家三姐妹 欢迎回家

## 外部連結
- 事務所公開簡歷 （页面存档备份，存于）（日語）
- 互聯網電影數據庫（IMDB）資料 （页面存档备份，存于）（英文）